# (21270) Otokar
(21270) Otokar (1996 OK) – planetoida z pasa głównego asteroid okrążająca Słońce w ciągu 3,26 lat w średniej odległości 2,2 j.a. Odkryta 19 lipca 1996 roku.